# Caulerpa lentillifera
Caulerpa lentillifera J. Agardh comunemente nota come uva di mare o caviale verde, è una alga verde appartenente alla famiglia delle Caulerpaceae originaria delle regioni costiere dell'Asia orientale. Quest'alga è una delle specie commestibili di Caulerpa preferite per la sua consistenza morbida e succulenta. Fu coltivata per la prima volta a fini commerciali nelle Filippine negli anni '50, seguito dal Giappone nel 1968. Entrambi i paesi rimangono i principali consumatori di C. lentillifera. Da allora la sua coltivazione si è diffusa in altri paesi, tra cui Vietnam, Taiwan e Cina.
È una macroalga, il che significa che è costituita una singola cellula gigante con più nuclei e può crescere fino a 30 cm di lunghezza. Al posto delle foglie, le alghe hanno delle piccole sfere che scoppiano durante la masticazione, rilasciando un gusto umami.

## Coltivazione commerciale
Tradizionalmente, la C. lentillifera veniva raccolta direttamente in natura. La prima coltivazione commerciale di C. lentillifera avvenne negli anni '50 a Cebu, nelle Filippine, dopo l'introduzione accidentale di C. lentillifera negli stagni per pesci. Attualmente, esistono circa 400 ettari di stagni a Cebu, che producono circa 12-15 tonnellate di C. lentillifera fresca all'anno. Il raccolto avviene solitamente dopo due mesi dalla prima semina e successivamente ogni due settimane a seconda del ritmo di crescita.
La coltivazione commerciale iniziò in Giappone nel 1986, dove fu coltivata in vasche nelle acque più calde di Okinawa. Da allora la coltivazione commerciale si è diffusa in altri paesi, tra cui Vietnam, Taiwan e Cina (nel Fujian e Hainan). La maggior parte è destinata al consumo interno, ma viene anche esportata in Giappone.

## Usi culinari

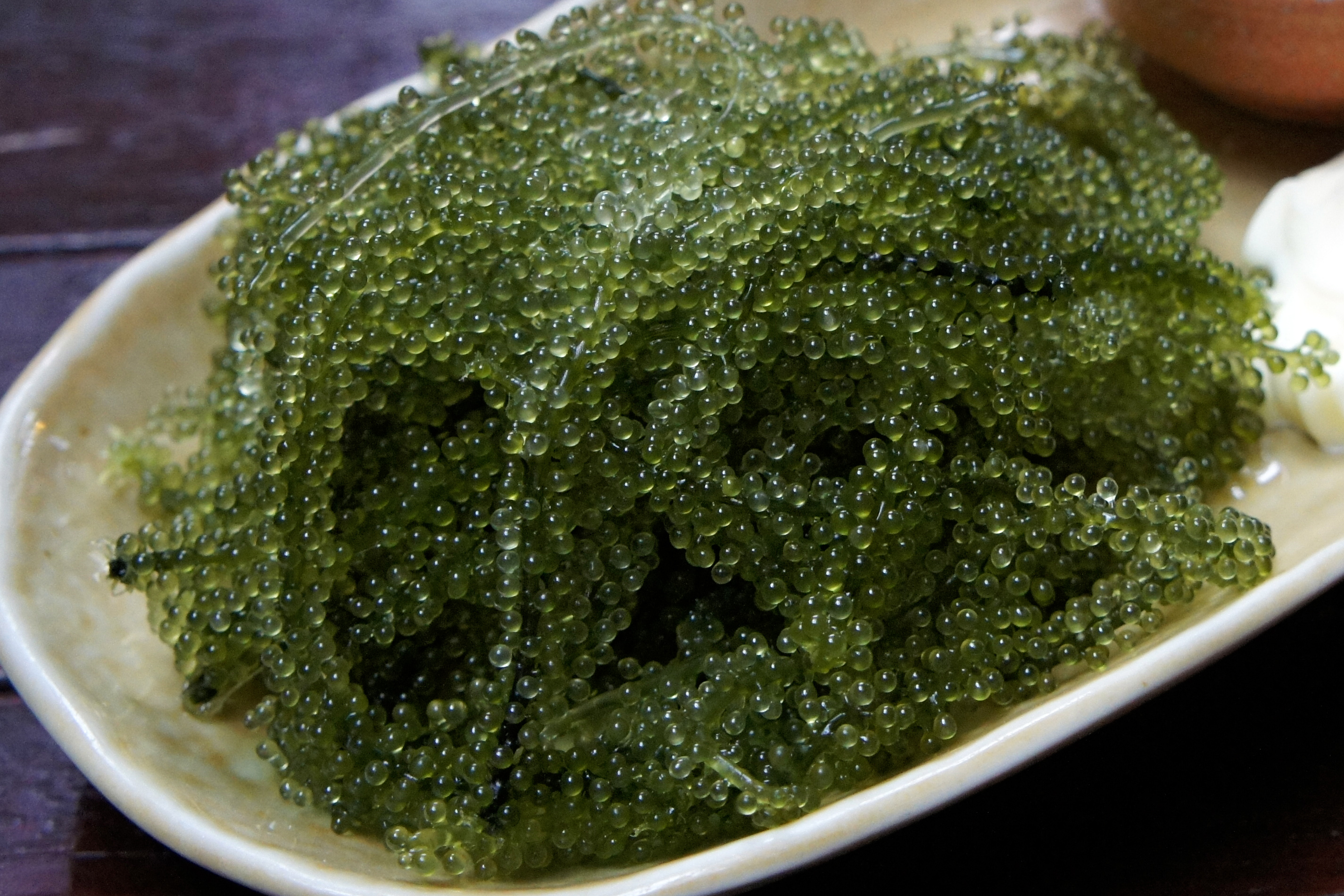
Umi-budō a Miyakojima, prefettura di Okinawa, Giappone

La Caulerpa lentillifera, insieme alla C. racemosa, viene tradizionalmente consumata nelle cucine del sud-est asiatico, dell'Oceania e dell'Asia orientale. Si consuma quasi sempre cruda da sola o in insalata. Il sapore dell'alga viene descritto "come l'oceano". L'alga è nota per essere ricca di iodio.
Nelle Filippine, C. lentillifera è solitamente conosciuta come latô o arosep. Dopo essere stato lavata in acqua pulita, viene solitamente consumata cruda come insalata (ensaladang lato) oppure mescolato con scalogno crudo tritato e pomodori freschi e condito con una miscela di salsa di pesce o bagoong (pasta di pesce) e aceto. La sua popolarità si è diffusa anche nello stato malese del Sabah (dove è chiamata latok) a causa delle migrazioni dei popoli Bajau. C. lentillifera è comsumata anche dalle comunità costiere della Malesia, delle isole Riau e di Singapore, queste ultime fino a quando non furono sfollate nell'entroterra alla fine del XX secolo.
A Okinawa, in Giappone, l'alga è conosciuta come umi-budō (海ぶどう), che significa "uva di mare", o kubiretsuta. Viene servita immersa nel ponzu, trasformata in sushi, aggiunta alle insalate o mangiata così com'è.
La Caulerpa lentillifera viene consumata anche in Vietnam, dove è conosciuta come rong nho o rong nho biển, che significa "alga dell'uva"; in Corea, dove è conosciuto come bada podo (바다포도), che significa anche "uva di mare"; e in Indonesia (in particolare Bali), dove è conosciuto come bulung.